# Adelboden
Adelboden je poznato skijaško mjesto u Švicarskoj u kantonu Bern.

## Gospodarstvo
Živi se većinom od poljoprivrede i turizma. Tu postoji jedan proizvođač mineralnih voda Adelbodner Mineral.

## Sport
Poznato je odredište Svjetskoga kupa za skijaše. Voze se utrke slaloma i veleslaloma.

## Vjeroispovijest
Protestanti 81.54 %

Rimokatolici 4.77 %

Evangelikalci 13.63 %

## Vanjske poveznice
- Službena stranica